# Wolfgang Hanisch
Wolfgang Hanisch (Großkorbetha, 6 marzo 1951) è un ex giavellottista tedesco.

## Palmarès

### Olimpiadi
- 1 medaglia:
  - 1 bronzo (Mosca 1980)

### Europei
- 3 medaglie:
  - 1 argento (Roma 1974)
  - 2 bronzi (Helsinki 1971; Praga 1978)

## Altre competizioni internazionali
1977
- Coppa Europa di atletica leggera ( Helsinki)

1979
- Coppa Europa di atletica leggera ( Torino)